# Décès en novembre 1991
Décès
- 1987
- 1988
- 1989
- 1990
- 1991
- 1992
- 1993
- 1994
- 1995

Pour une information complémentaire, voir la page d'aide.

| Date        | Nom                                      | Activités                                        | Âge | Source |
| ----------- | ---------------------------------------- | ------------------------------------------------ | --- | ------ |
| 2 novembre  | Irwin Allen                              | réalisateur, producteur et scénariste américain  | 75  |        |
| 2 novembre  | Mort Shuman                              | chanteur américain                               | 54  |        |
| 3 novembre  | Marinus Valentijn                        | coureur cycliste néerlandais                     | 91  |        |
| 5 novembre  | Robert Maxwell                           | magnat de presse britannique                     | 68  |        |
| 6 novembre  | Oskar Thierbach                          | coureur cycliste allemand                        | 82  |        |
| 7 novembre  | Gaston Monnerville                       | homme politique français                         | 94  |        |
| 8 novembre  | Madeleine Novarina                       | peintre et poétesse française                    | 67  |        |
| 9 novembre  | Yves Montand                             | chanteur et acteur de cinéma                     | 70  |        |
| 10 novembre | Étienne Blandin                          | peintre français                                 | 87  |        |
| 12 novembre | Francisco Pérez Cubas                    | footballeur espagnol                             | 78  | (es)   |
| 12 novembre | Diane Brewster                           | actrice américaine                               | 60  |        |
| 13 novembre | Paul-Émile Léger                         | cardinal canadien, archevêque de Montréal        | 87  |        |
| 17 novembre | Maurice Banach                           | footballeur allemand d'origine américaine        | 24  | (de)   |
| 17 novembre | Eileen Agar                              | peintre et photographe anglaise                  | 91  |        |
| 18 novembre | Gustáv Husák                             | homme politique tchécoslovaque                   | 78  |        |
| 23 novembre | Klaus Kinski                             | acteur allemand                                  | 65  |        |
| 23 novembre | Pierre Matraja                           | homme politique français                         | 68  |        |
| 24 novembre | Freddie Mercury                          | chanteur compositeur britannique du groupe Queen | 45  |        |
| 24 novembre | Eric Carr                                | batteur de Kiss                                  | 41  |        |
| 25 novembre | Christian Montcouquiol dit « Nimeño II » | matador français                                 | 37  |        |
| 26 novembre | Lucien Lautrec                           | peintre français                                 | 82  |        |
| 27 novembre | Raymonde Heudebert                       | peintre et illustratrice française               | 97  |        |
| 27 novembre | Lotte Kliebert                           | musicienne et professeur de musique allemande    | 104 |        |